# Szilágyi Éva
Szilágyi Éva Gabriella (Szatmárnémeti, 1956. július 8.) a Szatmárnémeti Református Gimnázium igazgatónője, magyar és francia szakos középiskolai tanár, zsinati tag, presbiter, a Sapientia Alapítvány kurátora, kuratóriumi titkára.

## Életpályája
Középiskolai tanulmányait a szatmárnémeti Kölcsey Ferenc Főgimnáziumban végezte, majd a Babeș–Bolyai Tudományegyetemen szerzett diplomát, a Bölcsészettudományi Kar magyar-francia szakán. Ezt követően Nagyváradon és Szatmárnémetiben tanított, különböző világi iskolákban. 1991-ben csatlakozott a Szatmárnémeti Református Gimnáziumot újjáalapító tantestülethez, azóta az intézmény magyartanára, majd igazgatója.
1995 óta áll a Szatmárnémeti Református Gimnázium élén. Igazgatása alatt gyors fejlődésnek indult az iskola, visszaszerezte két korábbi épületét, tornatermét, és folyamatosan küzd a főépületért is. Megerősítette az iskola ösztöndíjrendszerét, elindította a református esti iskolát, a posztliceális képzést és az általános iskolai (V-VIII.) osztályokat is.
Vezetése alatt a diákság létszáma megtízszereződött, számos versenyen (főként magyar irodalmi tantárgyi versenyeken) dobogós helyezéseket (köztük számos első helyezést) értek el diákjai, emelkedett a diákság bejutási átlaga és jelentősen javultak az érettségi eredmények is a megyei átlaghoz képest, az iskola hivatalosan bejegyzett ECL és ECDL központtá vált.
Tanári és igazgatói tevékenységéért Makkai Sándor-díjjal és Szent-Györgyi Albert-díjjal tüntették ki.